# Prunus sect. Prunus
Prunus sect. Prunus is de typische sectie van het geslacht Prunus uit de rozenfamilie, waarin dus in elk geval de soort Prunus domestica wordt geplaatst. De sectie omvat onder meer enkele soorten die om hun vruchten (pruimen) gekweekt worden, en daarnaast sierbomen die bekend staan als de pruimen van de Oude Wereld.

## Soorten
- Prunus cerasifera – Kerspruim
- Prunus cocomilia
- Prunus consociiflora
- Prunus darvasica
- Prunus divaricata
- Prunus domestica – Pruim
- Prunus ramburii
- Prunus salicina – Japanse pruim
- Prunus simonii –
- Prunus sogdiana
- Prunus spinosa – Sleedoorn
- Prunus tadzhikistanica
- Prunus ursina
- Prunus ussuriensis
- Prunus vachuschtii

## Hybriden
- Prunus ×blireiana
- Prunus ×cistena
- Prunus ×ferganica
- Prunus ×foveata
- Prunus ×fruticans
- Prunus ×rossica
- Prunus ×simmleri

Voorbeelden van de Prunus sect. Prunus
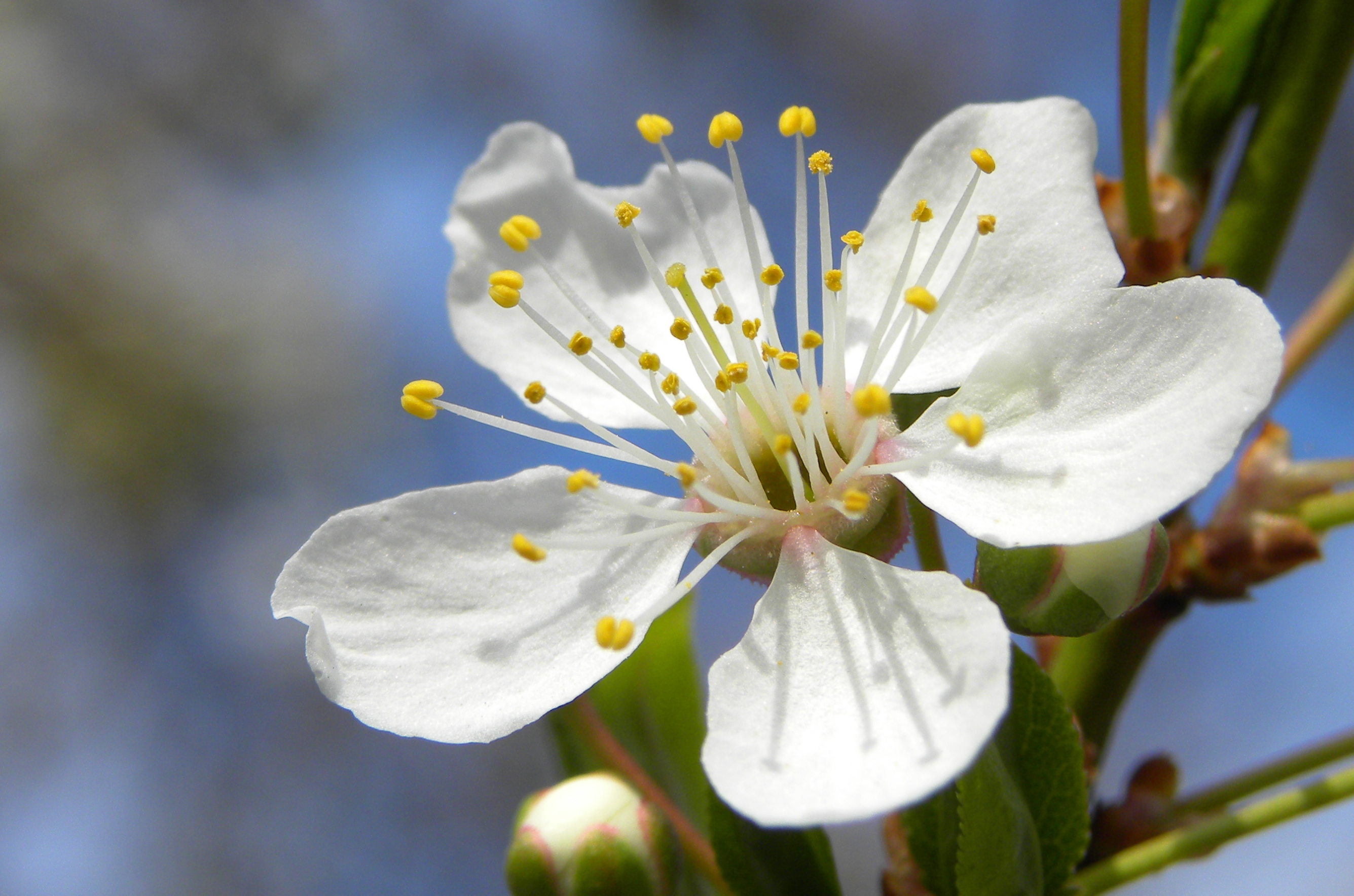
Bloesem van de kerspruim
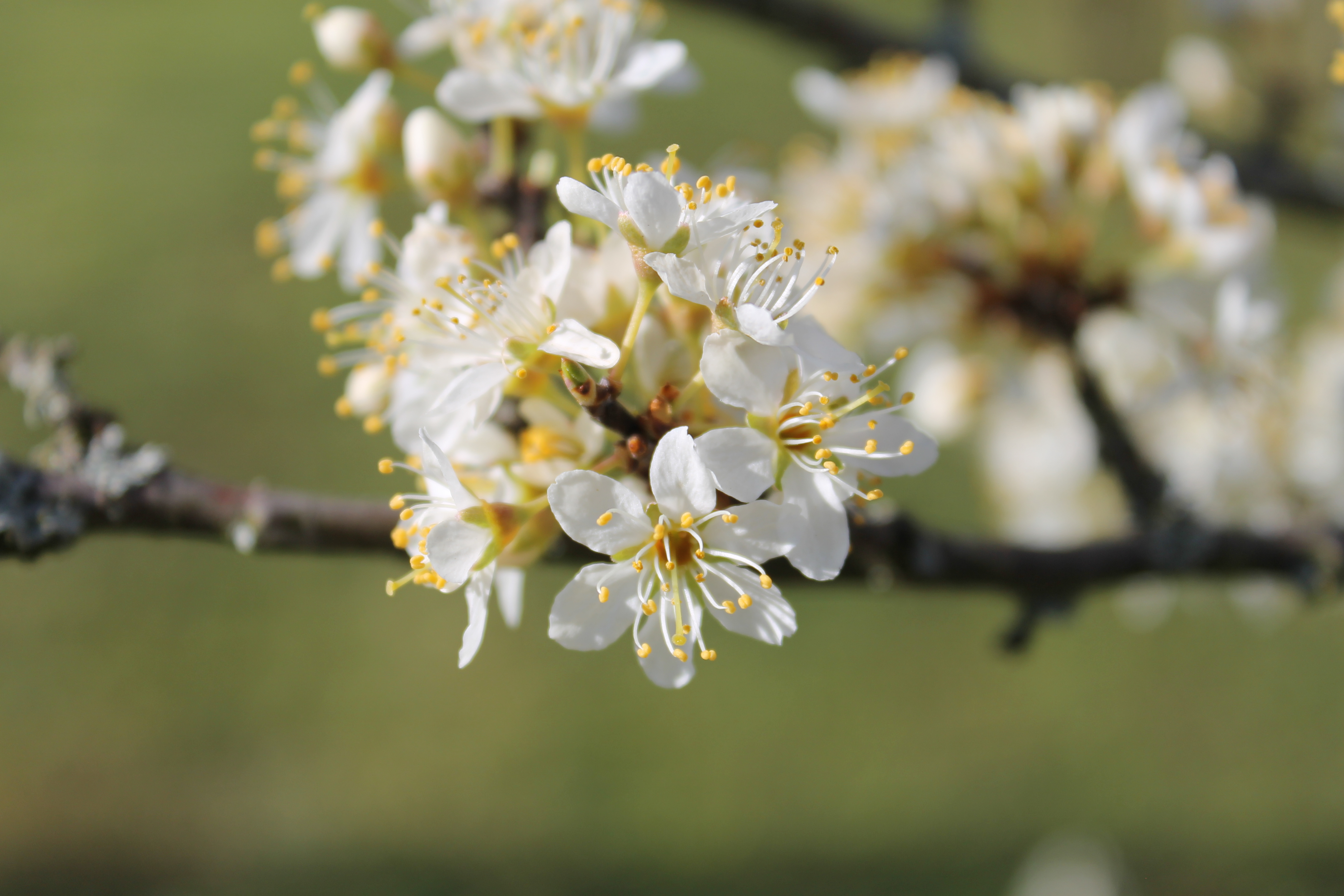
Bloesem van de sleedoorn
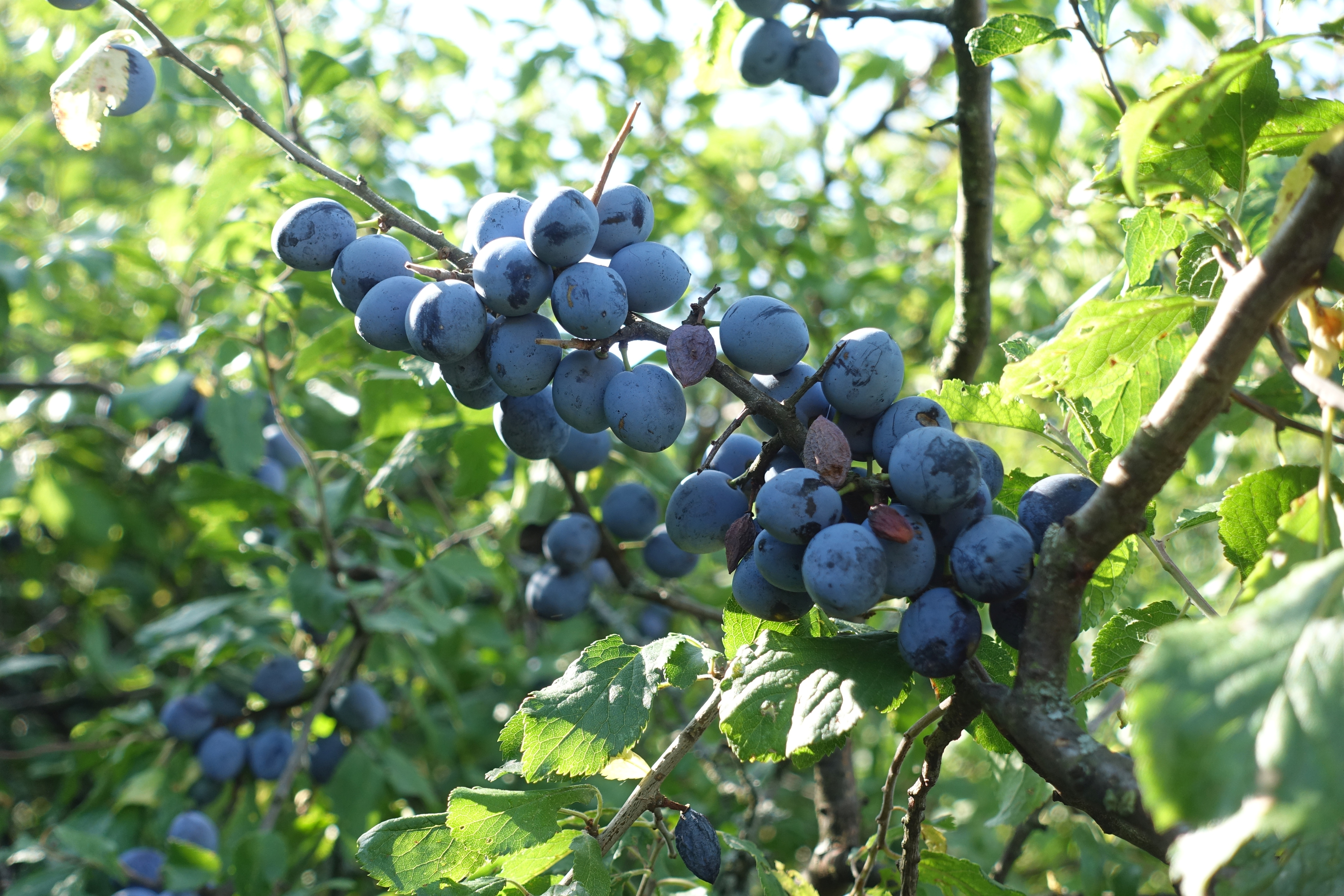
Sleedoorn-vruchten
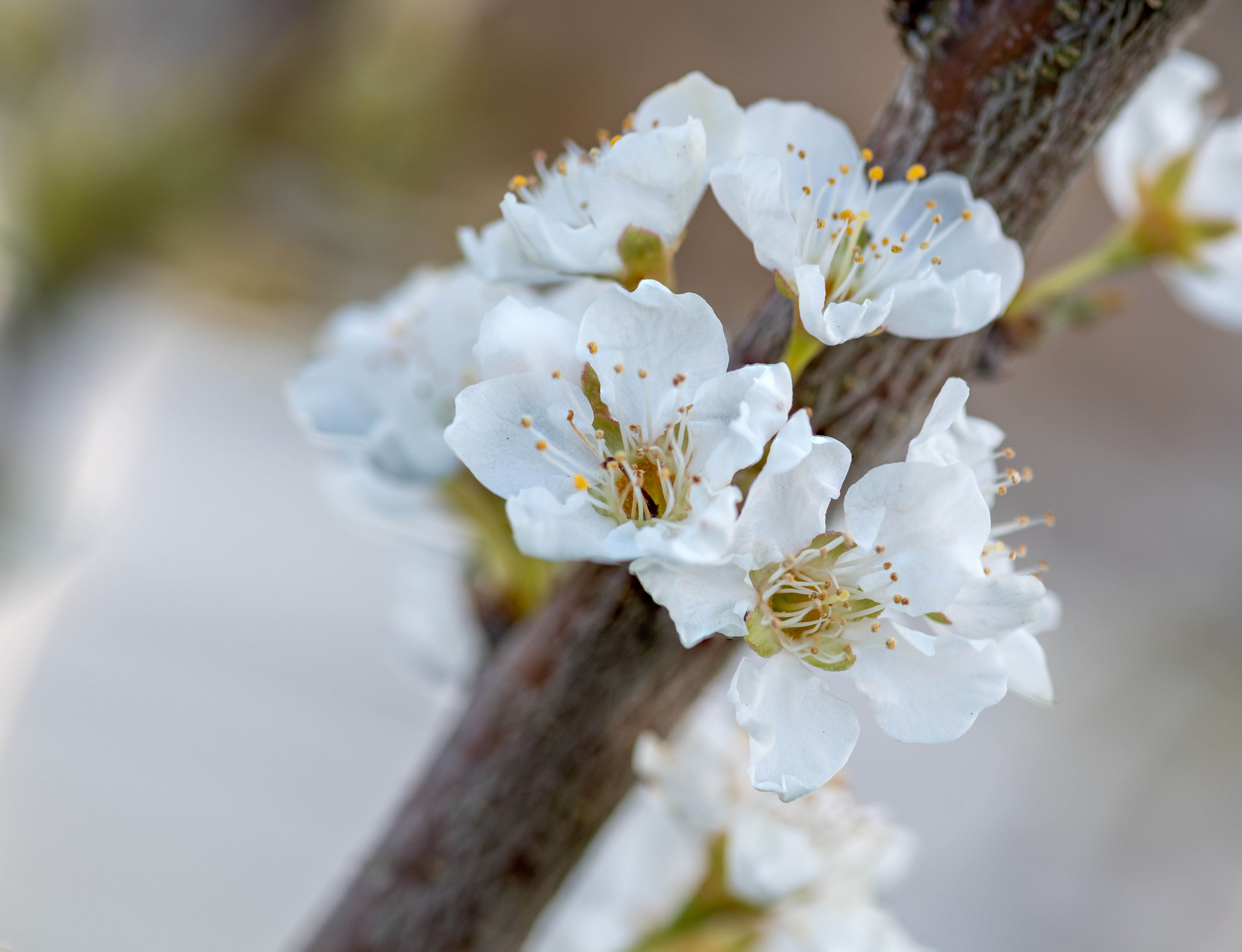
Bloesem van de Japanse pruim
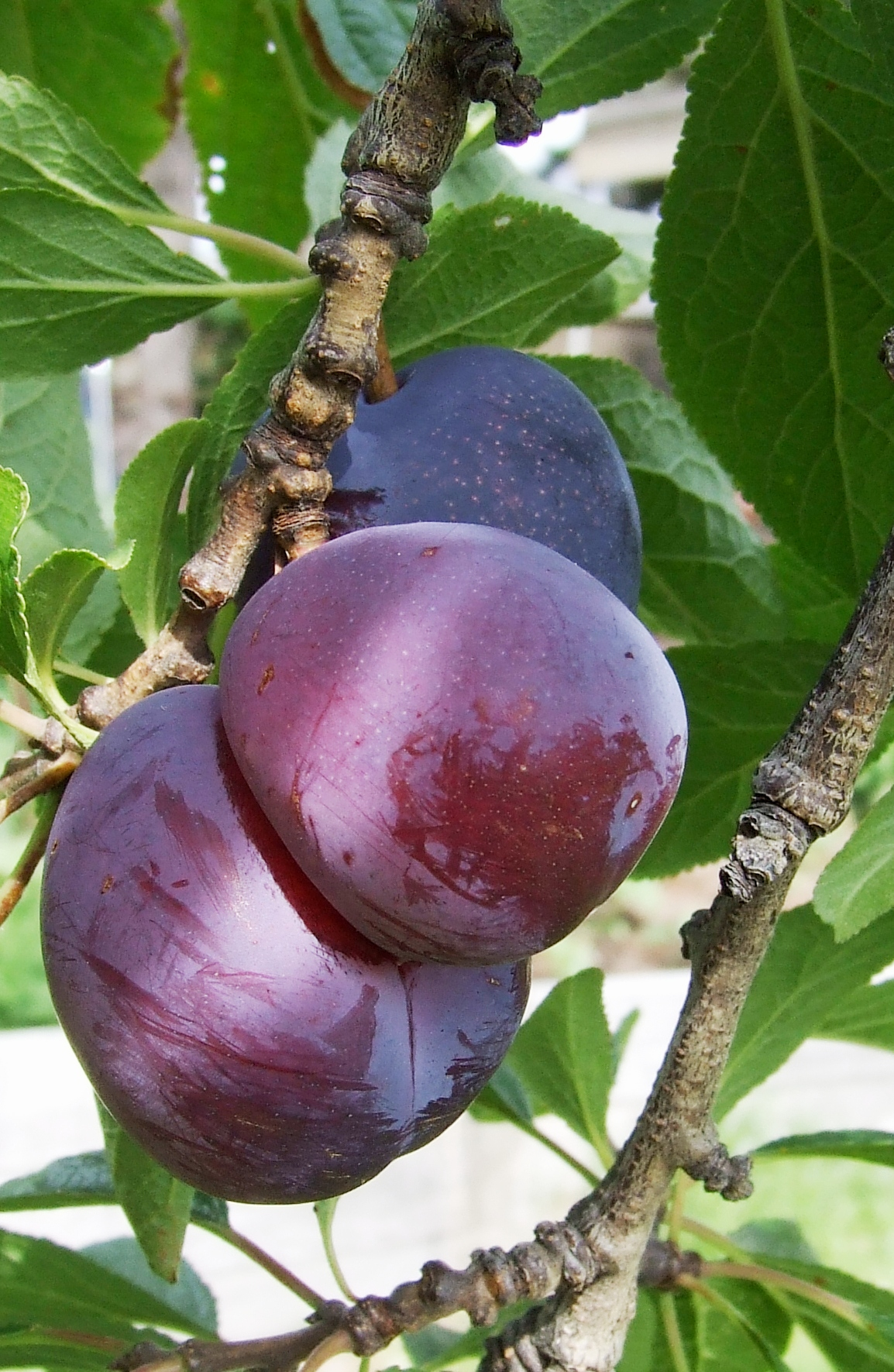
Vruchten van de Japanse pruim
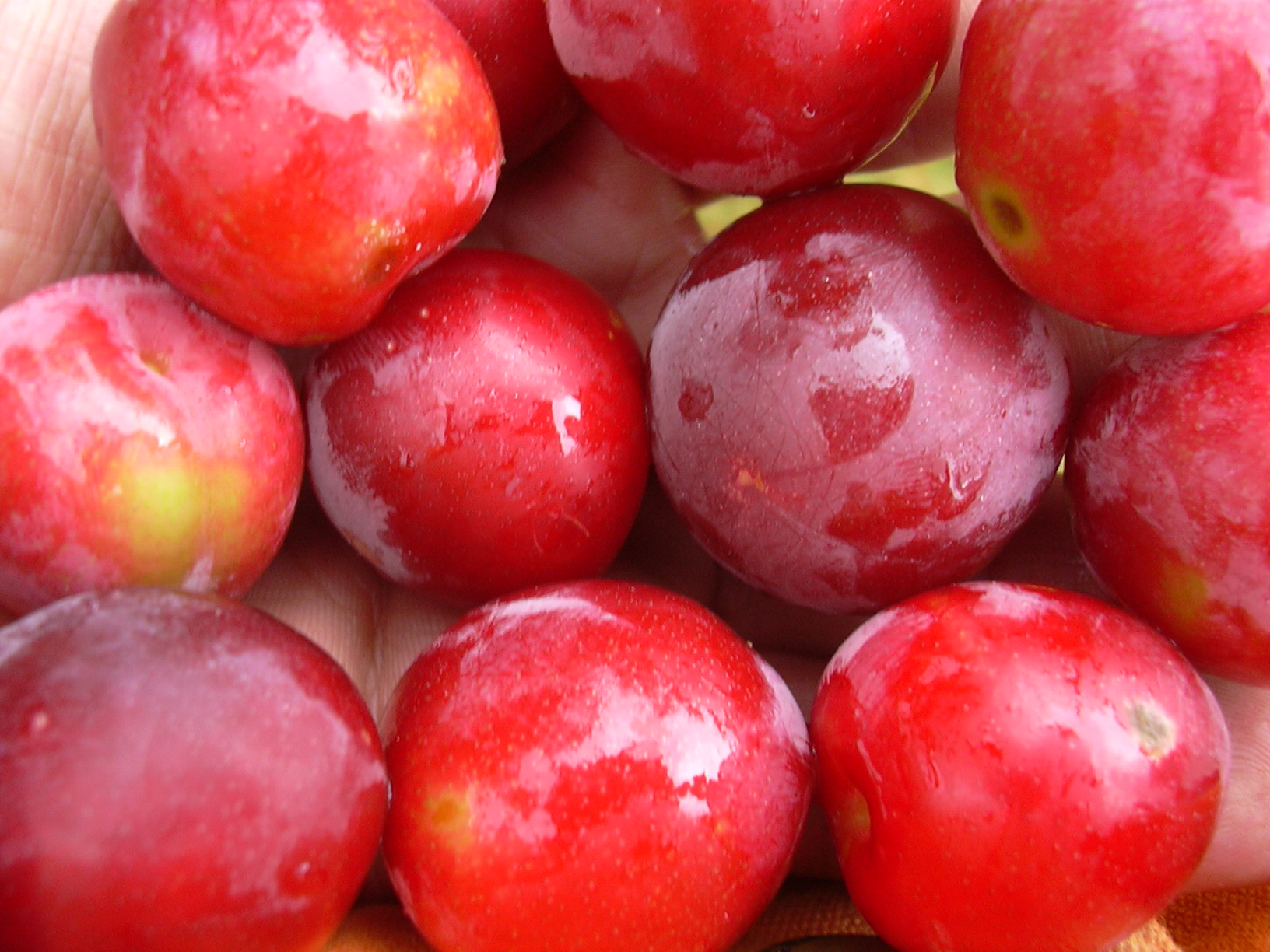
Vruchten van de hybride Prunus cerasifera × Prunus salicina, ofwel kerspruim × Japanse pruim
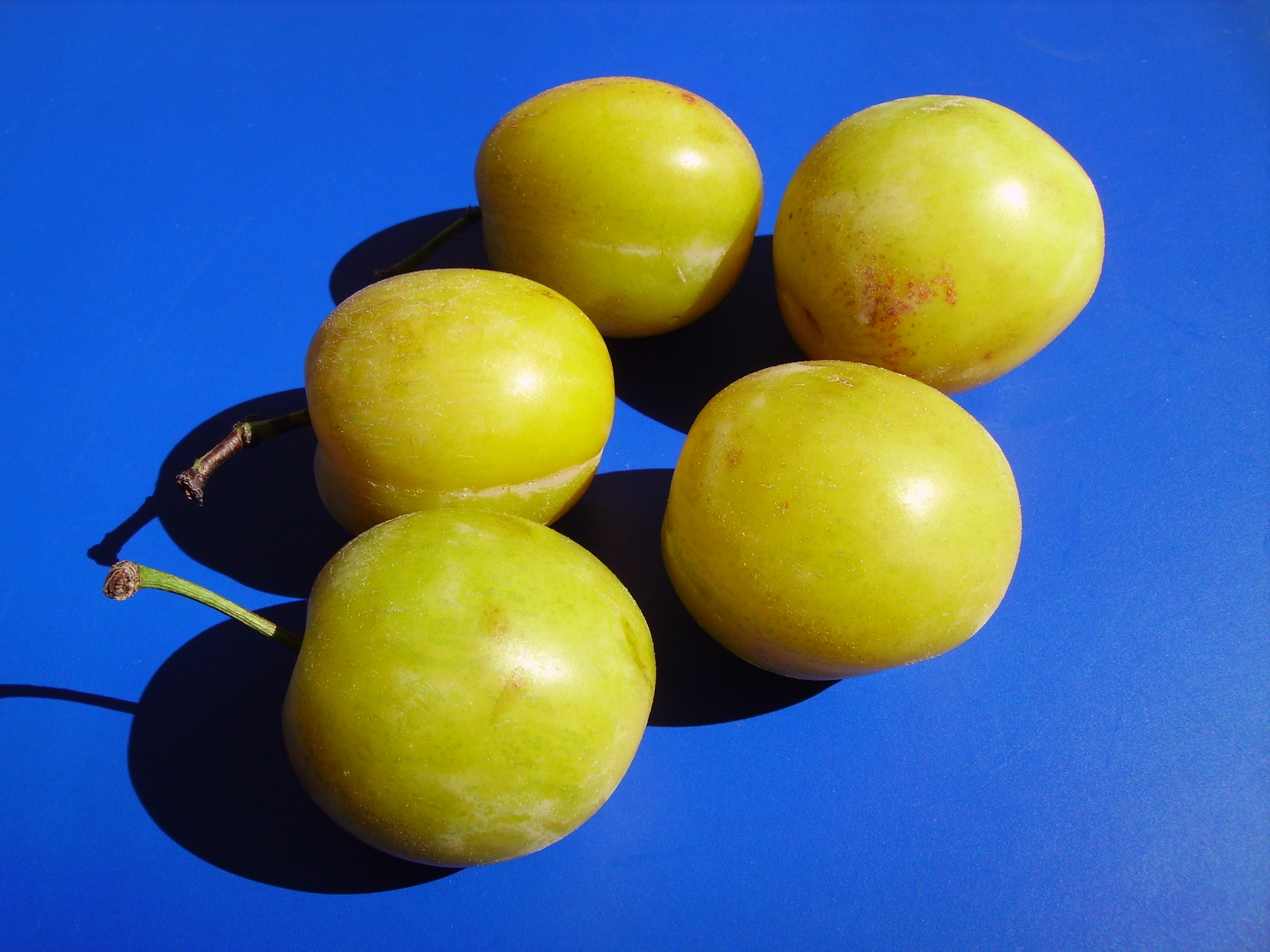
Vruchten van Prunus domestica subsp. syriaca
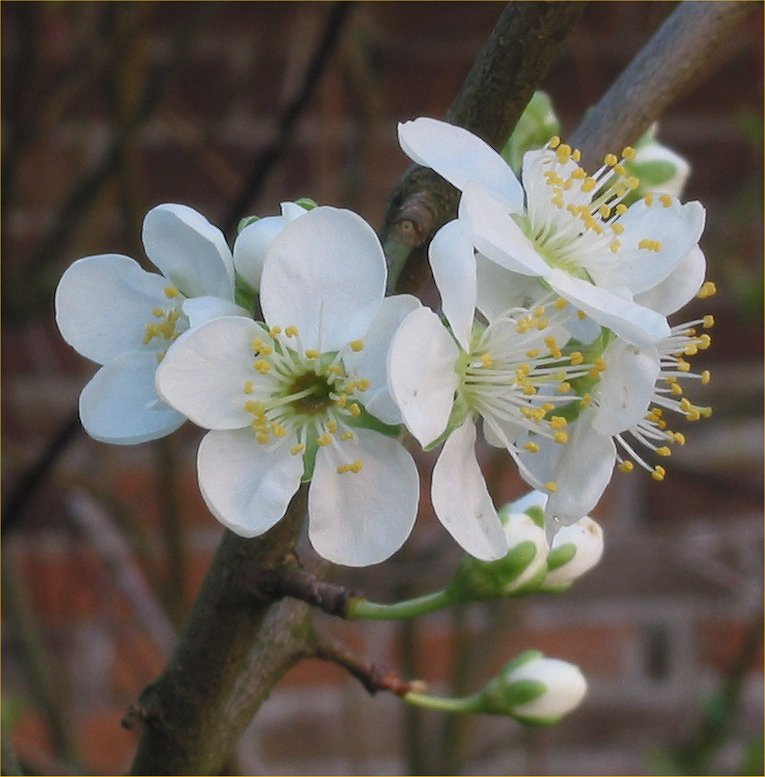
Bloesem van de pruim
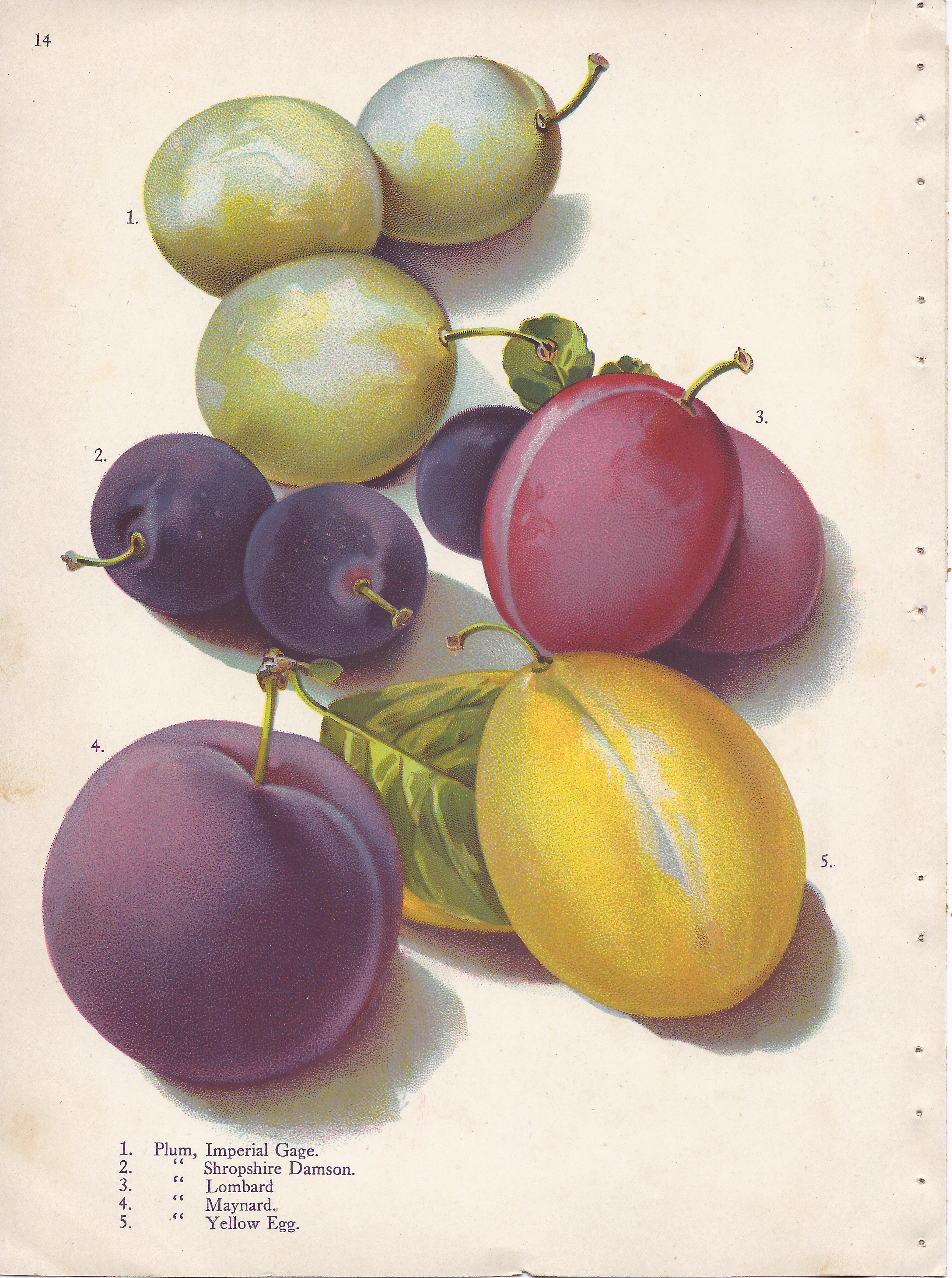
Verschillende soorten pruimen

... · 
P. armeniaca (Abrikoos) · 
P. avium (Zoete kers) · 
P. cerasifera (Kerspruim) · 
P. cerasus (Zure kers) · 
P. domestica (Pruim) · 
P. dulcis (Amandelboom) ·
P. incisa (Fujikers) · 
P. insititia (Kroosje) · 
P. itosakura · 
P. laurocerasus (Laurierkers) · 
P. maackii · 
P. mahaleb (Weichselboom) · 
P. mume (Japanse abrikoos) · 
P. padus (Gewone vogelkers) · 
P. persica (Perzik) · 
P. salicina × armeniaca (Pluot) · 
P. serrulata (Japanse sierkers) · 
P. serotina (Amerikaanse vogelkers) · 
P. sibirica · 
P. spinosa (Sleedoorn) · 
P. ×syriaca (Mirabel) · 
P. ×yedoensis  · 
...